# 田中古墳群 (高島市)
田中古墳群（たなかこふんぐん）は、滋賀県高島市安曇川町田中にある古墳群。

## 概要
高島平野西部、泰山寺野台地の東端部に形成された古墳群である。古墳群中央北に位置する田中王塚古墳を主墳とし、その周囲においてこれまでに約70基の古墳が確認されている。古墳群は5世紀後半に築造が始まり、6世紀中頃が最も多く、7世紀まで続く。墳形は円墳または方墳で、多くは直径は約10-20メートル、高さは約1-4メートルである。
2007年（平成19年）には、初めての本格的調査となる発掘調査が36号墳においてなされている。

## 田中王塚古墳
田中王塚古墳（たなかおうづかこふん）は、田中古墳群の主墳。通称は「王塚」・「ウシ塚」。
宮内庁により「安曇陵墓参考地（あどりょうぼさんこうち）」（被葬候補者：第15代応神天皇玄孫宇非王王子彦主人王継体天皇御父）として陵墓参考地に治定されている。

### 概要
直径約58メートル、高さ約10メートルを測る大型の円墳または帆立貝形古墳である。墳丘は2段築成で、表面は葺石で覆われるとともに埴輪が巡らされる。埋葬主体は明らかでなく、粘土槨または木棺の直葬と推定される。築造年代は墳形・埴輪より5世紀後半頃と推定され、安曇川以南で最初に造られた首長墓に位置づけられる。
1905年（明治38年）、宮内省（現・宮内庁）によって被葬者が彦主人王（ひこうしのおう、第26代継体天皇の父）と想定され、周辺の古墳（陪塚として）とともに買収された。その際、他の天皇陵の前方後円墳に倣って前方部が造成され帆立貝形古墳とされた。現在に至るまで陵墓参考地に治定されているため、調査は行われておらず詳細は明らかでない。

### 考証
- 被葬者について

『日本書紀』によると彦主人王は当地に別業として「三尾之別業」を営んだといい、継体天皇の幼少時に死去したという。この彦主人王の墓を高島市鴨の鴨稲荷山古墳（6世紀前半、前方後円墳）にあてる説等もあるが、450年頃という継体天皇の出生に対する5世紀後半の他の首長墓はないことから、本古墳がその墓として有力視されている。
- 築造年代

2008年の高島古代史フォーラムにおいて、高島市教育委員会から近年この古墳の周囲から採取された埴輪片をもとに、推定された造営年代が報告された。
この埴輪片は、「本来墳丘に立っていたものが自然的に転落してきた」「三～五センチ」のものであるが、埴輪の編年の分類でいうところのⅣ式、実年代では「五世紀の後半」頃でほぼ確定している。
- 前方後円墳でない理由

本古墳が首長墓でありながら前方後円墳でない理由に関して、5世紀後半における雄略天皇による中央集権化（地方勢力の締め付け）に見る説、本古墳は他所からの支援による初の大型古墳であるためとする説がある。
- 古墳群を築造した勢力について

安曇川以北には古墳時代前期から継続して古墳が築かれていたことから、本古墳群の位置する安曇川以南を外部勢力による新規開墾地と見る説と、安曇川以北の在地勢力の分枝と見る説がある。

## 田中36号墳
田中36号墳は、2007年（平成19年）に田中古墳群のうちで初めて本格的な発掘調査がなされた古墳である。
直径24メートル、高さ4メートルの円墳。九州地方の古墳と共通する「石屋式」の横穴式石室が検出された。石室の全長は7.9メートルを測り、壁面には赤色の顔料が塗られている。そのほか、馬具・土器類等多くの副葬品が出土した。以上より、築造年代は6世紀後半頃と推定される。
現在では遺構は埋め戻されている。

## 関連文献
（記事執筆に使用していない関連文献）
- 「滋賀埋文ニュース 第334号 -石室の奥に部屋があった!? 高島市 田中古墳群-」 (PDF)  滋賀県埋蔵文化財センター、2008年。